# Нижній Мінченок
Нижній Мінченок — село в Україні, у Нижньотеплівській сільській громаді Щастинського району Луганської області. Населення становить 310 осіб.

## Географія
У селі балка Балка Колодязна впадає у річку Теплу.

## Історія
Під час війни на сході України населений пункт потрапив у зону бойових дій.

## Населення
За даними перепису 2001 року населення села становило 310 осіб, з них 10,97 % зазначили рідною мову українську, а 89,03 % — російську.